# Razorblade Romance
Razorblade Romance je druhé řadové album finské lovemetalové skupiny HIM vydané v roce 1999.
Album obsahuje singly Your Sweet Six Six Six, Wicked Game, Join Me in Death, Right Here in My Arms, Poison Girl a Gone With the Sin. Album bylo nahráno v sestavě Ville Hermanni Valo (zpěv), Linde Lazer (kytara), Mige Amour (basová kytara), Zoltan Pluto (klávesy) a Gas Lipstick (bicí).

## Seznam skladeb
01. Your Sweet 666 - 4:12

02. Poison Girl - 3:51

03. Join Me (in Death) - 3:38

04. Right Here in My Arms - 4:03

05. Bury Me Deep Inside Your Heart - 4:16

06. Wicked Game - 3:54

07. I Love You (Prelude to Tragedy) - 3:09

08. Gone With the Sin - 4:22

09. Razorblade Kiss - 4:18

10. Resurrection - 3:39

11. Death Is In Love With Us - 2:58

12. Heaven Tonight - 3:18